# L'Informador de Martorell
L'Informador de Martorell és un setmanari en català d'àmbit local de Martorell (Baix Llobregat). Durant tota la seva història ha mantingut la periodicitat setmanal sense interrupcions fins a l'actualitat. És membre de l'Associació Catalana de la Premsa Comarcal (ACPC) i es ven cada divendres als quioscs del municipi.
Es va publicar per primera vegada el juliol de 1979 sota el nom de L'Observador de Martorell. Llavors l'editorial era Premsa de Martorell S.L. i tenia un format de 20 pàgines en blanc i negre, amb una tirada de 750 exemplars i un cost de 150 pessetes, fet que s'ajustava als formats i a la tradició de pagament de les publicacions baixllobregatines municipals d'aquella època.
Aquesta denominació de la revista es va mantenir fins al març de 1988 (núm. 399), a partir del qual va passar a anomenar-se L'Informador de Martorell. En la dècada de 2000 l'empresa editora n'era Edicions 63000 S.L. i havia adoptat un format de 18 pàgines i una tirada lleugerament superior (850 exemplars), tot mantenint el format en B/N i amb un cost d'1 euro. L'any 2014 va celebrar el seu 35è aniversari i el 10 de setembre d'aquell mateix any va commemorar la xifra de 1600 números publicats.